# Minanga achterbergi
Minanga achterbergi är en stekelart som beskrevs av Michael J. Sharkey 2004. Minanga achterbergi ingår i släktet Minanga och familjen bracksteklar. Inga underarter finns listade i Catalogue of Life.